# Pulzni oksimeter
Pulzni oksimeter je medicinska kontrolna in diagnostična naprava za neinvazivno merjenje stopnje nasičenosti kapilarne krvi s kisikom.
Obstaja veliko patologij, katerih potek spremlja kronično pomanjkanje kisika v krvi. V tem primeru kazalci nasičenosti krvi s kisikom zahtevajo stalno spremljanje.

## Načelo delovanja
Metoda temelji na dveh pojavih. Prvič, absorpcija svetlobe s hemoglobinom dveh različnih valovnih dolžin se razlikuje glede na njegovo nasičenost s kisikom. Drugič, svetlobni signal, ki prehaja skozi tkiva, z vsakim srčnim utripom postaja pulzirajoč zaradi sprememb volumna arterijske postelje. Pulzni oksimeter ima periferni senzor, v katerem je svetlobni vir dveh valovnih dolžin: 660 nm in 940 nm. Stopnja absorpcije je odvisna od tega, koliko je hemoglobin krvi nasičen s kisikom.

## Zgodovina
Oksimeter je izdelal Glenn Allan Milliken leta 1943 in ga je predstavil leta 1949. Earl Wood je dodal kapsulo pod pritiskom, da iz ušesa iztisne kri, s čemer se doseže absolutna vrednost nasičenosti z O2. Ta koncept je podoben sodobni tradicionalni pulzni oksimetriji, vendar ga je bilo težko izvesti zaradi nestabilnosti fotocelic in svetlobnih virov; danes se ta metoda ne uporablja.
Prvo pulzno oksimetrijo sta leta 1972 razvila japonska bioinženirja Takuo Aojagi in Michio Kishi pri japonskem proizvajalcu medicinske elektronske opreme Nihon Kohden z uporabo razmerja absorpcije rdeče in infrardeče svetlobe s pulzirajočimi komponentami na merilnem mestu. Kirurg Susumu Nakajima je napravo prvič preizkusil na pacientih leta 1975.
Leta 1995 je Masimo predstavil tehnologijo ekstrakcije signala, ki je lahko natančno merila med gibanjem bolnika in nizko perfuzijo z ločevanjem arterijskega signala od venskega. Od takrat so proizvajalci pulznega oksimetra razvili nove algoritme za zmanjšanje števila lažnih alarmov med gibanjem. Tako še vedno obstajajo pomembne razlike v delovanju pulznih oksimetrov v težkih pogojih.